# Sterling K. Brown
Sterling K. Brown (* 5. dubna 1976, St. Louise, Missouri, USA) je americký herec. Je držitelem několika ocenění, včetně tří cen Emmy a Zlatého glóbu. V roce 2018 byl časopisem Time zařazen na seznam 100 nejvlivnějších lidí světa.
Známý je především díky rolím Christophera Dardena v minisérii American Crime Story: Lid versus O. J. Simpson (2016) a Randalla Pearsona v dramatickém seriálu Tohle jsme my (2016–2022) stanice NBC. Za obě role obdržel cenu Emmy a za druhý zmíněný získal Zlatý glóbus. Další nominace na cenu Emmy získal za role v sitcomu Brooklyn 99 (2018) stanice NBC a komediálním seriálu Úžasná paní Maiselová (2019) stanice Amazon Prime.
Je také známý svými hlavními rolemi v dramatickém filmu Hotel Artemis (2019) a mockumentárním filmu Honk for Jesus: Save Your Soul. (2022), stejně jako hlasovými rolemi v animovaných filmech Angry Birds ve filmu 2 a Ledové království II z roku 2019. Ztvárnil také vedlejší role v několika kritiky vyzdvihovaných filmech, jako je Marshall (2017), Black Panther (2018), Waves (2019) a American Fiction (2023), za nějž obdržel nominaci na Oscara za nejlepšího herce ve vedlejší roli.

## Životopis
Brown se narodil v St. Louis v Missouri, kde navštěvoval prestižní školu St. Louis Country Day School. Je pojmenovaný po svém otci Sterlingu Brownovi, který zemřel, když mu bylo 10 let. Jako dítě byl znám pod svým prostředním jménem Kelby, až v šestnácti letech si vzal jméno Sterling. Navštěvoval Stanfordovu univerzitu, kde získal titul bakalářský titul a na Tish School of the Arts v New Yorku získal titul magisterský.

## Kariéra
Poté, co získal titul na univerzitě přijal sérii rolí v regionálním divadle. Také se objevil v několika televizních seriálech včetně seriálů Pohotovost, JAG, Beze stopy, Třetí hlídka nebo Lovci duchů. Hlavní roli hrál v komedii Starved, také si zahrál ve filmech jako Hranice života s Ewanem McGregorem, Karamelka s Taye Diggs nebo Nevěřte mužům s Davidem Duchovnym a Julianne Moore. Vedlejší roli hrál v televizním seriálu Lovci duchů, kde hrál upíra Gordona Walkera.
V roce 2016 si zahrál roli Christophera Dardena v seriálu American Crime Story. Za roli získal Cenu Emmy v kategorii Nejlepší herec ve vedlejší roli v limitovaném seriálu nebo televizním filmu. Ve stejném roce také získal roli v seriálu Tohle jsme my na stanici NBC. Za roli získal cenu Emmy v kategorii nejlepší herec v hlavní roli – drama, Zlatý glóbus v kategorii nejlepší výkon v televizním seriálu – drama, Critics' Choice Television Award v kategorii nejlepší herec v dramatickém seriálu a Screen Actors Guild Award v kategoriích nejlepší výkon herce v dramatickém seriálu a nejlepší obsazení v dramatickém seriálu.

## Osobní život
V roce 2007 si vzal svojí lásku z vysoké Ryan Michelle Bathe. Mají dva syny.

## Filmografie

### Film
| Rok  | Název                           | Role                     | Poznámky |
| ---- | ------------------------------- | ------------------------ | -------- |
| 2002 | Karamelka                       | Spolupracovník           |          |
| 2005 | Nevěřte mužům                   | Rand                     |          |
| 2005 | Hranice života                  | Frederick/Devon          |          |
| 2007 | The Favor                       | Policista                |          |
| 2008 | Oprávněné vraždy                | Rogers                   |          |
| 2011 | Beznadějný trouba               | Omar                     |          |
| 2013 | The Suspect                     | Další podezřelý          |          |
| 2016 | Americká reportérka             | Seržant Hurd             |          |
| 2016 | Spaceman                        | Rodney Scott             |          |
| 2017 | Marshall                        | Joseph Spell             |          |
| 2018 | Black Panther                   | N'Jobu                   |          |
| 2018 | Predátor: Evoluce               | Will Traeger             |          |
| 2018 | Hotel Artemis                   | Waikiki / Sherman        |          |
| 2019 | Ledové království II            | Destin Mattias (hlas)    |          |
| 2019 | Angry Birds ve filmu 2          | Garry (hlas)             |          |
| 2019 | Waves                           | Ronald                   |          |
| 2020 | Rytmická sekce                  | Frank White              |          |
| 2022 | Honk for Jesus: Save Your Soul. | Willie Davis             |          |
| 2023 | Biosphere                       | Ray                      |          |
| 2023 | American Fiction                | Clifford „Cliff“ Ellison |          |

### Televize
| Rok       | Název                                           | Role                                       | Poznámky                                 |
| --------- | ----------------------------------------------- | ------------------------------------------ | ---------------------------------------- |
| 2002–2004 | Třetí hlídka                                    | Strážník Dade                              | 6 dílů                                   |
| 2003      | Taxík                                           | Rasheed Morgan                             | díl: „Hidden Agenda“                     |
| 2003      | Tarzan                                          | detektiv Carey                             | 2 díly                                   |
| 2004      | Pohotovost                                      | Bob Harris                                 | díl: „Get Carter“                        |
| 2004      | Policie New York                                | Kelvin George                              | díl: „Ukradené auto“                     |
| 2004      | JAG                                             | Seržant Harry Smith                        | díl: „Návrat domů“                       |
| 2005      | Kauzy z Bostonu                                 | Zeke Borns                                 | díl: „Smrti, nepyšni se“                 |
| 2005      | Starved                                         | Adam Williams                              | 7 dílů                                   |
| 2006–2007 | Lovci duchů                                     | Gordon Walker                              | 4 díly                                   |
| 2006      | Alias                                           | Agent Rance                                | díl: „Existuje jediná Sydney Bristowová“ |
| 2006      | Smith                                           | Pan Corey                                  | díl: „Three“                             |
| 2006      | Beze stopy                                      | Thomas Biggs                               | díl: „Sociální systém“                   |
| 2007–2013 | Army Wives                                      | Roland Burton                              | 107 dílů                                 |
| 2007      | Žralok                                          | Quenton North                              | díl: „Miláček žen“                       |
| 2007      | Policejní vyjednavači                           | Russell Marsh                              | díl: „Lež“                               |
| 2008      | Eli Stone                                       | David Mosley                               | díl: „Patience“                          |
| 2010      | Medium                                          | Todd Gillis                                | díl: „The People in Your Neighborhood“   |
| 2011      | Detroit 1-8-7                                   | Cameron Jones                              | díl: „Ice Man/Malibu“                    |
| 2011      | Dobrá manželka                                  | Andrew Boylan                              | díl: „Pro Bono“                          |
| 2011      | Drsná Harry                                     | Thomas                                     | díl: „Americké děvče“                    |
| 2012      | Nikita                                          | Nick Anson                                 | díl: „True Believer“                     |
| 2012–2013 | Lovci zločinů                                   | Detektiv Cal Beecher                       | 6 dílů                                   |
| 2013      | Námořní vyšetřovací služba                      | Elijah Banner                              | díl: „Ďábelská trojice“                  |
| 2014      | Mentalista                                      | Agent Higgins                              | díl: „Bílá linka“                        |
| 2014      | Mystérium sexu                                  | Marcus                                     | díl: „Můj příběh“                        |
| 2015      | Castle na zabití                                | Ed Redley                                  | díl: „Mise na Mars“                      |
| 2015      | Myšlenky zločince                               | Fitz                                       | díl: „Beyond Borders“                    |
| 2016      | American Crime Story                            | Christopher Darden                         | 10 dílů                                  |
| 2016–2022 | Tohle jsme my                                   | Randall Pearson                            | hlavní role                              |
| 2017      | Nesvá                                           | Lionel                                     | díl: „Hella Open“                        |
| 2017      | Running Wild with Bear Grylls                   | sám sebe                                   | díl: „Sterling K. Brown“                 |
| 2018      | Saturday Night Live                             | sám sebe                                   | díl: „Sterling K. Brown/James Bay“       |
| 2018      | Brooklyn 99                                     | Philip Davidson                            | díl: „Výslechovka“                       |
| 2018      | Black Love                                      | Sám sebe                                   | 2 díly                                   |
| 2018      | Robot Chicken                                   | kapitán Fellowes/ Hamerův plukovník (hlas) | díl: „Shall I Visit the Dinosaurs“       |
| 2019      | The Unauthorized Bash Brothers Experience       | Sia                                        | TV speciál                               |
| 2019      | Sezame, otevři se                               | sám sebe                                   | díl: „Sesame Street 50th Anniversary“    |
| 2019      | One Day at Disney                               | vypravěč                                   |                                          |
| 2019      | Úžasná paní Maiselová                           | Reggie                                     | 4 díly                                   |
| 2020      | Kipo a divotvorná zvířata                       | Lio Oak (hlas)                             | hlavní role                              |
| 2020      | A West Wing Special to Benefit When We All Vote | Leo McGarry                                | TV speciál, díl: „Hartsfield's Landing“  |
| 2020      | Big Mouth                                       | Michael Angelo (hlas)                      | vedlejší role                            |
| 2021–2022 | Solární protipóly                               | Halk (hlas)                                | 4 díly                                   |

### Hudební video
| Rok  | Umělec                        | Název skladby    | Role |
| ---- | ----------------------------- | ---------------- | ---- |
| 2019 | The Lonely Island (feat. Sia) | „Oakland Nights“ | Sia  |

### Divadlo
| Rok  | Divadlo                          | Název                                                                                 | Role         |
| ---- | -------------------------------- | ------------------------------------------------------------------------------------- | ------------ |
| 2002 | Public Theater/Delacorte Theater | Večer tříkrálový aneb Cokoli chcete                                                   | Antonio      |
| 2002 | National Actor's Theatre         | The Resistible Rise of Arturo Ui                                                      | Goodwill     |
| 2006 | Public Theater/Delacorte Theater | Macbeth                                                                               | Macduff      |
| 2009 | Public Theater/Anspacher Theater | The Brother/Sister Plays Part 1: In The Red and Brown Water                           | Shango       |
| 2009 | Public Theater/Anspacher Theater | The Brother/Sister Plays Part 2: The Brothers Size and Marcus; or the Secret of Sweet | Shua         |
| 2014 | Public Theater/Anspacher Theater | Father Comes Home From the Wars (Parts 1, 2, & 3)                                     | Hero/Ulysses |

## Ocenění a nominace
| Rok  | Ocenění                               | Kategorie                                                                                   | Práce                                             | Výsledek  |
| ---- | ------------------------------------- | ------------------------------------------------------------------------------------------- | ------------------------------------------------- | --------- |
| 2013 | American Black Film Festival          | nejlepší herecký výkon (společně s Mekhi Phiferem)                                          | The Suspect                                       | nominace  |
| 2016 | Gold Derby Awards                     | Objev roku                                                                                  |                                                   | nominace  |
| 2016 | Gold Derby Awards                     | nejlepší herecký výkon ve vedlejší roli: TV film nebo limitovaný seriál                     | The People v. O. J. Simpson: American Crime Story | vítězství |
| 2016 | Cena Emmy                             | nejlepší herecký výkon ve vedlejší roli: TV film nebo limitovaný seriál                     | The People v. O. J. Simpson: American Crime Story | vítězství |
| 2016 | Critic's Choice Television Awards     | nejlepší herecký výkon ve vedlejší roli: TV film nebo limitovaný seriál                     | The People v. O. J. Simpson: American Crime Story | vítězství |
| 2016 | OFTA Television Awards                | nejlepší herecký výkon ve vedlejší roli: film nebo limitovaný seriál                        | The People v. O. J. Simpson: American Crime Story | vítězství |
| 2017 | Black Reel Awards                     | nejlepší herecký výkon ve vedlejší roli: TV film nebo limitovaný seriál                     | The People v. O. J. Simpson: American Crime Story | vítězství |
| 2017 | Cena Emmy                             | nejlepší herecký výkon v hlavní roli: dramatický seriál                                     | Tohle jsme my                                     | vítězství |
| 2017 | Dorian Awards                         | Televizní výkon roku – herec                                                                | The People v. O. J. Simpson: American Crime Story | nominace  |
| 2017 | NAACP Image Awards                    | nejlepší herecký výkon ve vedlejší roli: TV film, limitovaný seriál nebo dramatický speciál | The People v. O. J. Simpson: American Crime Story | nominace  |
| 2017 | NAACP Image Awards                    | nejlepší herecký výkon: dramatický seriál                                                   | Tohle jsme my                                     | vítězství |
| 2017 | OFTA Television Awards                | nejlepší herecký výkon: dramatický seriál                                                   | Tohle jsme my                                     | nominace  |
| 2017 | Screen Actors Guild Awards            | nejlepší herecký výkon: dramatický seriál                                                   | Tohle jsme my                                     | nominace  |
| 2017 | Screen Actors Guild Awards            | nejlepší herecký výkon ve vedlejší roli: TV film nebo limitovaný seriál                     | The People v. O. J. Simpson: American Crime Story | nominace  |
| 2017 | Teen Choice Awards                    | nejlepší televizní herec: drama                                                             | This Is Us                                        | nominace  |
| 2017 | Television Critics Association Awards | individuální ocenění v dramatu                                                              | This Is Us                                        | nominace  |
| 2017 | Zlatý glóbus                          | nejlepší herecký výkon ve vedlejší roli: TV film nebo limitovaný seriál                     | The People v. O. J. Simpson: American Crime Story | nominace  |
| 2018 | Black Reel Awards                     | nejlepší herecký výkon v hlavní roli: dramatický seriál                                     | Tohle jsme my                                     | vítězství |
| 2018 | Critic's Choice Television Awards     | nejlepší herecký výkon v hlavní roli: dramatický seriál                                     | Tohle jsme my                                     | vítězství |
| 2018 | Cena Emmy                             | nejlepší herecký výkon v hlavní roli: dramatický seriál                                     | Tohle jsme my                                     | nominace  |
| 2018 | Cena Emmy                             | nejlepší herecký výkon v hostující roli: komediální seriál                                  | Brooklyn 99                                       | nominace  |
| 2018 | Dorian Awards                         | Televizní výkon roku – herec                                                                | Tohle jsme my                                     | nominace  |
| 2018 | Gold Derby Awards                     | nejlepší herecký výkon: dramatický seriál                                                   | Tohle jsme my                                     | vítězství |
| 2018 | NAACP Image Awards                    | nejlepší herecký výkon: dramatický seriál                                                   | Tohle jsme my                                     | nominace  |
| 2018 | NAACP Image Awards                    | nejlepší filmový herecký výkon ve vedlejší roli                                             | Marshall                                          | nominace  |
| 2018 | Screen Actors Guild Awards            | nejlepší herecký výkon: dramatický seriál                                                   | Tohle jsme my                                     | vítězství |
| 2018 | Screen Actors Guild Awards            | nejlepší herecký výkon obsazení dramatického seriálu                                        | Tohle jsme my                                     | vítězství |
| 2018 | Zlatý glóbus                          | nejlepší herecký výkon: dramatický seriál                                                   | Tohle jsme my                                     | vítězství |